# Cocodril Dundee
Cocodril Dundee (títol original: Crocodile Dundee) és una pel·lícula australiana de Peter Faiman estrenada el 1986 i doblada al català

## Argument
La pel·lícula relata les aventures d'una periodista novaiorquesa que va al Bush australià per a un reportatge i hi coneix un caçador de cocodrils. Porta llavors aquest personatge a Nova York, on té algunes dificultats per fer front a la vida urbana. L'heroi de la pel·lícula és inspirat en Rodney Ansell, àlies Cocodril Dundee. Aquest s'havia fet famós el 1977 per haver sobreviscut sol, durant dos mesos, al desert australià i per ser capaç de matar un cocodril amb les mans, cosa que explica al seu llibre «To fight the wild».

## Repartiment
- Paul Hogan: Michael J. 'Crocodile' Dundee
- Linda Kozlowski: Sue Charlton
- John Meillon: Walter Reilly
- Mark Blum: Richard Mason
- Michael Lombard: Sam Charlton
- David Gulpilil: Neville Bell
- Steve Rackman: Donk
- Gerry Skilton: Nugget
- Terry Gill: Duffy
- Peter Turnbull: Trevor
- Christine Totos: Rosita
- Graham 'Grace' Walker: Angelo
- Caitlin Clarke: Simone

## Premis i nominacions

### Premis
- Globus d'Or al millor actor musical o còmic per Paul Hogan

### Nominacions
1987 
- Oscar al millor guió original per Paul Hogan, Ken Shadie i John Cornell
- BAFTA al millor actor per Paul Hogan
- BAFTA al millor guió original per Paul Hogan, Ken Shadie i John Cornell
- Globus d'Or a la millor actriu secundària per Linda Kozlowski
- Globus d'Or al millor guió per Paul Hogan, Ken Shadie i John Cornell

## Al voltant de la pel·lícula
- Altres pel·lícules de la sèrie :
  - 1988: Crocodile Dundee II de John Cornell
  - 2001: Crocodile Dundee in Los Angeles de Simon Wincer

## Crítica
Pel·lícula d'aventures en to de comèdia -com Tarzan's New York Adventure- que reprèn amb gràcia i desimboltura esquemes ja utilitzats en molts d'aquells enyorats films d'evasió que es van deixar de fer quan els seus artífexs i l'espectador van perdre la seva innocència. Ara ja no és el mateix, però s'agraeix el provar-ho.